# Amata subaana
Amata subaana là một loài bướm đêm thuộc phân họ Arctiinae, họ Erebidae.